# Оголовник
Оголовник призначений для кріплення вуличних світильників до освітлювальної мачти, опори.
Конструкція оголовника залежить від вибраного типу опори освітлення.
Оголовники застосовуються для встановлення світильників вуличного освітлення. Для надійного кріплення оголовника до верхньої частини опори освітлення передбачені різьбові отвори. Оголовники розраховані для вводу проводів живлення від кабельних і повітряхих електромереж. Завдяки простій конструкції вони легко кріпляться на опори зовнішнього освітлення.